# بيفرلي غرانت
بيفرلي غرانت (بالإنجليزية: Beverly Grant)‏ هي ممثلة أمريكية، ولدت في 14 أكتوبر 1936 بديترويت في الولايات المتحدة، وتوفيت في 4 يوليو 1990 بلندن في الولايات المتحدة بسبب سرطان.

## وصلات خارجية
- بيفرلي غرانت على موقع IMDb (الإنجليزية)
- بيفرلي غرانت على موقع ألو سيني (الفرنسية)
- بيفرلي غرانت على موقع أول موفي (الإنجليزية)
- بيفرلي غرانت على موقع قاعدة بيانات الفيلم (الإنجليزية)
- بيفرلي غرانت على موقع كينوبويسك (الروسية)